# Techno
Techno là một thể loại nhạc dance điện tử (EDM) được phát triển vào đầu những năm thập niên 1980 và rất đã được ưa chuộng ở Detroit, Michigan, Hoa Kỳ. Nhiều người vẫn còn chưa hề biết về dòng nhạc này nhưng nó xuất hiện khá nhiều ở những game Âm nhạc hay MO(music online), ví dụ như Audition và SDO.
Những dụng cụ đa phần là những dụng cụ điện tử như: Synthesizer, keyboard, trống điện tử, sampler và sequencer (còn gọi là MIDI Sequencer).

## Lịch sử và phát triển
Giữa những năm của thập niên 1980, các nghệ sĩ của vùng Detroit đã phân nhánh dòng Techno từ loại nhạc Electric House Dance. Ngay cái tên của Techno cũng cho biết nó có phần nào dính dáng đến nhạc cụ điện tử và các công cụ tạo âm thanh khác. Techno là nhạc dance electronic nhưng có một chuẩn riêng. Các nhà sản xuất và các Dj đầu tiên của Techno là Kevin Saunderson, Juan Atkins và Derrick May. Ngoài ra còn có các nghệ sĩ của dòng nhạc khác phát triển thành techno như Afrika Bambaataa từ dòng nhạc electro-funk hay Kraftwerk của dòng nhạc Synth-rock. Ở Mỹ, techno phát triển mạnh nhưng không được dùng nhiều. Nhưng ở Anh, đầu những năm 90 techno phát triển mạnh và nó phân nhánh thành những thể loại như hardcore, ambient, and jungle. Trong thể loại Hardcore-techno, nhịp trong từng phút của thể loại này được đẩy nhanh một cách quá đáng, nực cười khiến cho mọi người không thể nhảy theo nó được. Nếu nhảy theo thì chắc chỉ có cách giật đùng đùng.
Ambient thì ngược lại, các beat chậm hẳn xuống và âm nhạc lắng hẳn xuống và trong lúc này tiếng âm thanh điện tử được sử dụng tối đa nhưng không quá nhiều. Các câu lạc bộ thường chơi thể loại nhạc này khi họ muốn làm giảm độ nóng của các sàn nhảy xuống và thoát ra khỏi hardcore techno. Hầu hết các nhánh phụ của nhạc techno chỉ được sử dụng trong các vũ trường và sàn nhảy, nơi mà tại đó các Dj sẽ chỉnh lại nó cho phù hợp với họ. Cho đến giữa các năm 90 các nghệ sĩ mới liên tiếp ra đời như The Orb và Aphex Twin nhưng chủ yếu họ chơi theo ambient.
Bên cạnh đó là những ban nhạc, nghệ sĩ có thiên hướng đi theo trường phái mạnh mẽ là Prodigy và Goldie. Và cũng không ngạc nhiên khi Prodigy trở thành một nhóm có tiếng tăm đầu tiên của thể loại Techno trên toàn thế giới. Đặc điểm của nhóm nhạc này là họ sáng tác và mix những album của mình mà không một DJ nào có thể mix lại được, họ định vị những tác phẩm của mình.

## Những loại nhạc khác

### House
Nhạc house phát triển từ văn hóa sàn nhảy đầu những năm thập niên 80. Sau khi disco trở nên phổ biến, một vài Dj da màu, cộng đồng những người đồng tính họ muốn tạo ra một loại nhạc mới ít pop hơn và độc đáo hơn. Tiếng beat trở nên máy móc hơn, tiếng bass nặng hơn, trong khi các yếu tố điện tử khác của pop, Latin soul, dub reggae, rap và jazz được đem vào trên nền nhịp bốn-bốn. House chủ yếu là nhạc không lời những bản hoà tấu, thỉnh thoảng được thêm vào những câu hát của chính các nghệ sĩ hay các giọng ca giấu mặt của các Diva với những giai điệu quen thuộc. Cuối những năm 80 nó phát triển rất mạnh ở các thành phố Chicago, New York và London và tiếp đến là có mặt trong các bảng xếp hạng. Tại Mỹ, các nghệ sĩ có tên tuổi như C+C Music Factory và Madonna.
Sang đầu thập niên 90 nó cũng phát triển ra các nhánh phụ của mình như Hip-house, Ambient-house và acid house. House tiếp tục phát triển và cho đến cuối những năm 90 này, một loạt các nhóm như Daft Punk, Basement Jaxx và House of 909 đã làm cho cả thế giới phải có cái nhìn mới đối với nhạc House vì sự sáng tạo của họ. Các kênh MTV, Channel V hay GMC của pháp thay nhau chiếu các video clip của họ.

### Trance
Người Đức trẻ tự hào vì chính họ đã sáng tạo nên dòng nhạc trance hiện nay. Đầu những năm 1990, nhạc techno và hardcore của Đức đã được chuyển sang thể loại trance, một thể loại nhấn mạnh các âm thanh điện tử và được kéo dài đến cuối ca khúc và chỉ thêm vào đó sự thay đổi của giai điệu và thình thoảng thay đổi không khí của nhạc cụ điện tử để người nghe có thể phân biệt được sự khác nhau mà thôi. Nhưng nhạc trance như một thứ tôn giáo, nó kéo người nghe đến gần và cảm nhận được từng âm thanh và cả ca khúc như một dòng suối cuốn chặt lấy họ. Đến giữa những năm 1990, trance đã giữ được vị trí độc tôn khi các sàn nhảy và các Dj trên toàn thế giới chọn nhạc trance bởi sức thu hút của nó cùng với đó là sức sáng tạo vô bờ bến trên nền nhạc trance.
Không như nguồn gốc chính của nó được bắt nguồn từ Detroit, các trung tâm nhạc trance được tập trung lại với nhau và tạo thanh một khối như hãng thu âm R&S tại Ghent, Bỉ và hãng Harthouse/Eye Q tại Frankfurt,Đức. Hãng R&S ra đời sớm hơn đồng nghĩa với việc giới thiệu các album sớm hơn như đĩa đơn "Energy Flash" của Joey Beltram, "The Ravesignal" của CJ Bolland và các nghệ sĩ khác như Robert Leiner, Sun Electric và Aphex Twin. Đầu năm 1992, hãng Harthouse, một nhánh nhỏ của hãng Epic đã giới thiệu những sản phẩm đầu tiên như đĩa đơn "Harttrance Acperience" của Vath và bên cạnh đó giới thiệu các nghệ sĩ Arpeggiators, Spicelab và Barbarella.
Đến cuối những năm 90, một sự thay đổi lớn đã diễn ra, các ban nhạc, nghệ sĩ cùng với âm nhạc của họ đã biến mất. Thay vào đó là những khuôn mặt mới cùng với những âm thanh sáng tạo mới trong lòng của Trance. Nhạc Trance cũ của Đức đã bị thay đổi ít nhiều nhưng nhìn chung, nó vẫn giữ được phong thái của nhạc trance ngày nào. Trance mới bị ảnh hưởng bởi nhạc house của châu Âu cùng với sự mềm mại. Năm 1998, các Dj được biết đến nhiều nhất đó là Paul Oakenfold, Pete Tong, Tony De Vit, Danny Rampling, Sasha, Judge Jules. hầu hết họ đều chơi nhạc trance đặc thù của nước Anh.

### Nhạc sàn
Nhạc sàn hay Eurodance là một thể loại của nhạc nhảy, rất phổ biến ở châu Âu vào những năm 1990. 
Nó dễ dàng được nhận dạng bởi giọng ca nữ, hoà âm đơn giản, có vài phần rap nam hoặc hát của nam, nhịp đập mạnh từ 110 tới 150 BPM (nhịp đập trong một phút) với giai điệu của nhạc điện tử.
Nhạc sàn hay nhạc dance châu Âu được gọi như vậy là vì nó được phổ biến phần lớn ở châu Âu và nó được sản xuất chủ yếu ở Ý, Đức, Thuỵ Điển và Hà Lan. Ngoài những nhóm nổi tiếng nhất thì còn có hàng trăm dự án nhạc sàn khác.
Nhạc sàn là dạng âm nhạc thương mại. Một vài nhà sản xuất như Max Martin người Thuỵ Điển đứng đằng sau nhiều những ban nhạc. Nếu những thành viên của ban nhạc yêu cầu quá nhiều, họ có thể bị sa thải. Rất nhiều ban không thọ nổi sau khi cho ra một hoặc 2 đĩa. Có một vài người cho rằng những ca sĩ nữ đã được chọn bởi ngoại hình của họ hơn là tài năng thực sự. Biểu diễn trực tiếp phần lớn là hát nhép (Playback), đôi khi là một ca sĩ khác hát trong phòng thu chứ không phải là người biểu diễn trên sân khấu.
Một vài ban như ban Aqua của Đan Mạch hay Daze, Hit’n’Hide không thường được coi là nhạc sàn, mà thuộc thể loại kẹo-cao-su (bublegum). Trong khi đó Blumchen và Scooter thuộc thể loại happy-hardcore. Sash!, ATB, Antiloop! gần như là những nhóm Trance, còn Robert Miles được xếp vào loại Dream dance.

## Xâm nhập game
Ngoài những đĩa nhạc dance được bán ra, những dòng nhạc điện tử này còn xâm nhập vào các game chuyên về âm nhạc như RockStar, Pump It Up, và còn các MO như Audition, SDO hay là jam. Ngoài việc lấy những bản nhạc của các ca sĩ khác vào, một số trò chơi còn lồng vào những bản nhạc không lời hoặc có lời của những ca sĩ giấu mặt. Hầu hết những trò chơi âm nhạc hoặc nhảy đều có những nhóm nhạc điện tử sáng tác độc quyền cho các trò chơi đó như: Pump It Up của hãng Andamiro do một nhóm nhạc điện tử BanYa đảm nhiệm sáng tác.
Ngoài các game trên, những tựa game khác còn có những bài hát nền rất hay mà chỉ có độc quyền trò chơi đó mà không thể tìm được ở đâu ngoại trừ việc được thu âm và upload trên Internet.